# Sant Cugat Sesgarrigues
Sant Cugat Sesgarrigues är en kommun i Spanien. Den ligger i provinsen Província de Barcelona och regionen Katalonien, i den östra delen av landet, 500 km öster om huvudstaden Madrid. Antalet invånare är 986. Arean är 6,2 kvadratkilometer. Sant Cugat Sesgarrigues gränsar till Avinyonet del Penedès, Olèrdola, Vilafranca del Penedès och La Granada.
Terrängen i Sant Cugat Sesgarrigues är platt.